# Gymnostomiella
Gymnostomiella là một chi rêu trong họ Pottiaceae.